# Cures
Cures (en llatí Cures, en grec antic Κύρης) va ser una antiga ciutat dels sabins situada a l'esquerra de la via Salària i a uns 5 km de la riba esquerra del Tíber i 40 km de Roma.
Hi van néixer Numa Pompili, i també Titus Taci, l'avantpassat dels sabins, que va ser el rei sabí que va dirigir la guerra contra Ròmul fins que finalment es va establir a Roma, com explica Titus Livi. Els seus habitants es deien quirites i aquest nom es va donar de vegades als romans molt antigament entre els poetes. La paraula sabina Curis o Quiris volia dir "llança" i el nom de quirites a Roma era equivalent a "llancer" o "guerrer".
Dionís d'Halicarnàs diu que Cures va ser fundada sota l'advocació del deu sabí Quirí per un suposat fill seu anomenat Modi Fabidi. Cures podria haver estat la ciutat capdavantera dels sabins. Les primeres mencions històriques de la ciutat parlen d'un assentament petit, potser fins i tot un llogaret. En temps de Sul·la va rebre una colònia romana, i en el de Juli Cèsar una altra. Durant l'Imperi va augmentar de població i de mesura, i Plini el Vell diu que era un municipi de Sabínia amb magistrats, senat i altres institucions. Al segle iv va ser la seu d'un bisbat però va ser atacada pels longobards i probablement destruïda, i era ja deserta l'any 593, segons una epístola del papa Gregori el Gran.
Queden unes restes de la ciutat bastant importants als llocs anomenats Correse i Arci, aquest darrer probablement el lloc de l'antiga ciutadella (Arx). A uns tres quilòmetres, al lloc anomenat Torri, hi ha les restes d'un temple.